# Comuna Avramivka, Monastîrîșce
Avramivka (în ucraineană Аврамівка) este o comună în raionul Monastîrîșce, regiunea Cerkasî, Ucraina, formată din satele Avramivka (reședința) și Letîcivka.

## Demografie
Componența lingvistică a comunei Avramivka
     Ucraineană (98,78%)
     Rusă (1,03%)
     Alte limbi (0,15%)
Conform recensământului din 2001, majoritatea populației comunei Avramivka era vorbitoare de ucraineană (98,78%), existând în minoritate și vorbitori de rusă (1,03%).